# Kapellenstraße 3; 5 (Bad Kissingen)

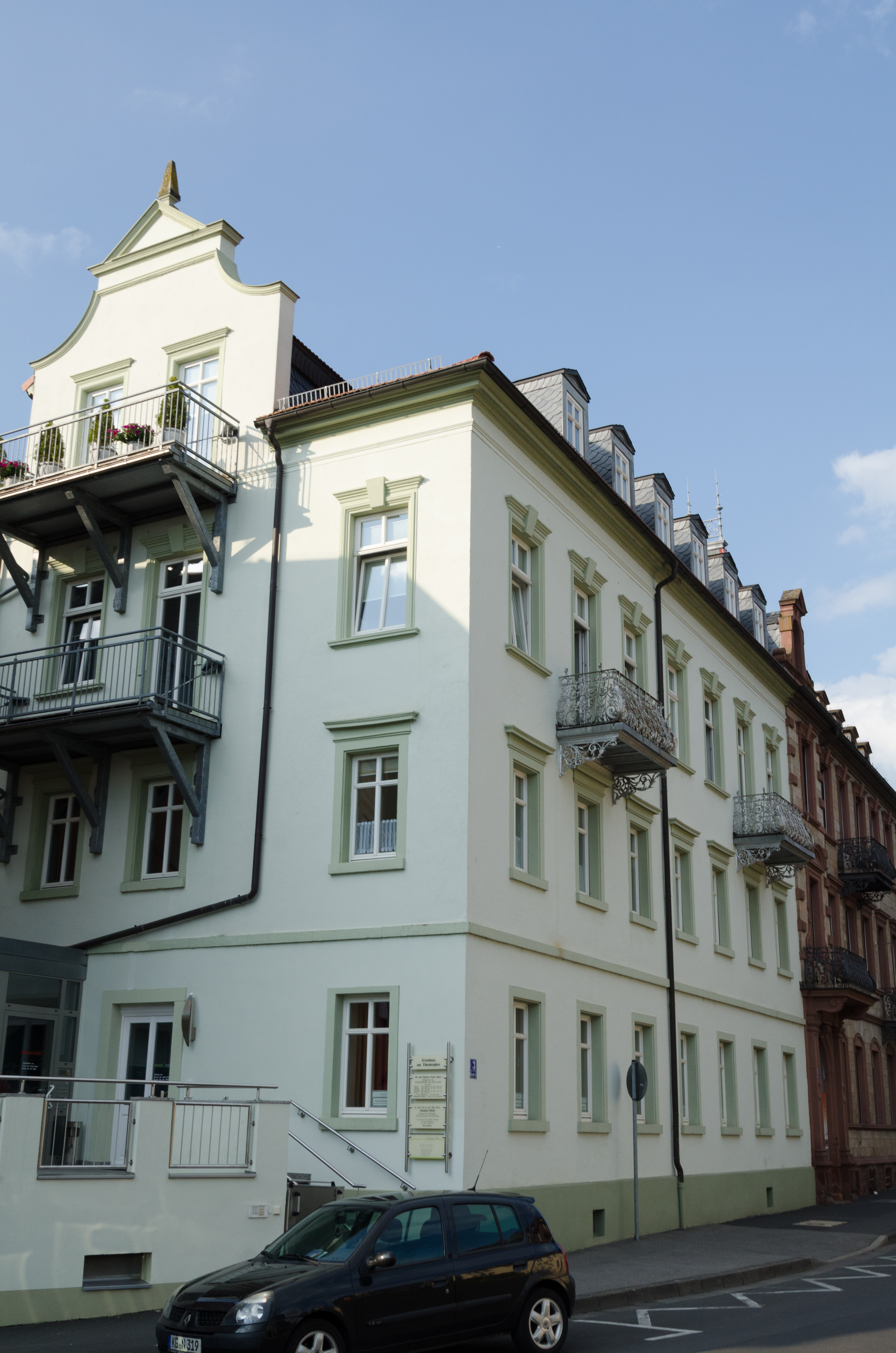
Kapellenstraße 3 in Bad Kissingen

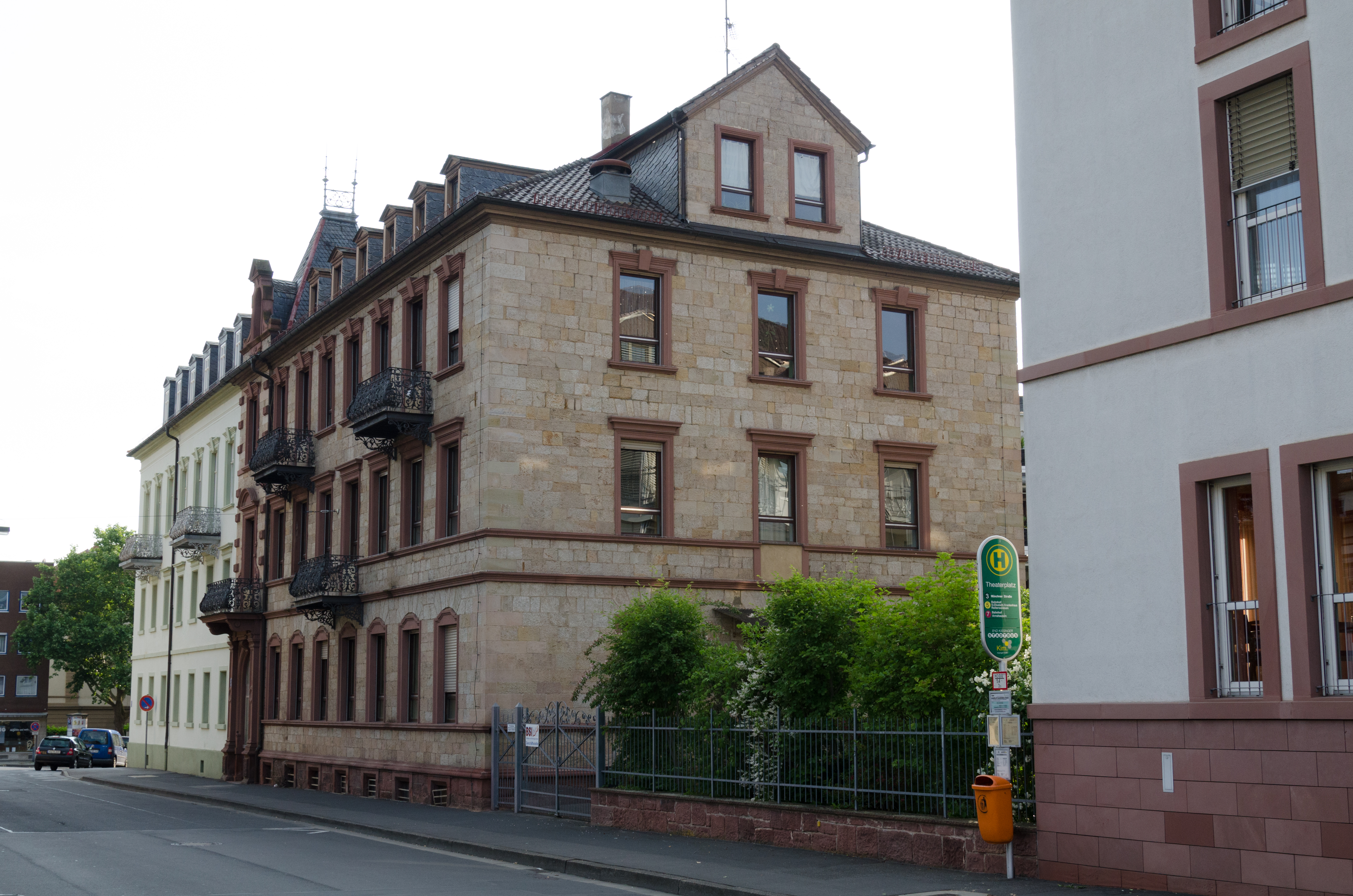
Kapellenstraße 5 in Bad Kissingen

Die aus zwei zu unterschiedlichen Zeiten entstandene Adresse Kapellenstraße 3; 5 befindet sich in der Kapellenstraße in Bad Kissingen, der Großen Kreisstadt des unterfränkischen Landkreises Bad Kissingen. Sie gehört zu den Bad Kissinger Baudenkmälern und ist unter der Nummer D-6-72-114-259 in der Bayerischen Denkmalliste registriert.
Das Anwesen wurde ursprünglich als Kurhotel errichtet und beherbergte später das Institut der Englischen Fräulein.

## Geschichte

### Nr. 3
Das Anwesen Nr. 3 entstand im Kern um das Jahr 1840 mit ursprünglich zwei Obergeschossen. Die Fensterrahmungen deuten auf eine Entstehung im klassizistischen Stil hin.
Bei der Entstehung des dreigeschossigen Nachbaranwesens Nr. 5 (1895/1900) wurde das Anwesen Nr. 3 um ein drittes Obergeschoss ergänzt. An der Nahtstelle zwischen den Anwesen Nr. 3 und Nr. 5 wurde ein überbrückender Risalit mit Turmdach angebracht. Im Risalit wurde der Haupteingang des Gesamtanwesens eingerichtet. Die an der Fassade befindlichen Eisenbalkons mit gebauchten Brüstungen deuten auf die ursprüngliche Hotelnutzung des Anwesens hin.
Das Anwesen beherbergt heute Arztpraxen.

### Nr. 5
Das Anwesen Nr. 5 entstand etwa 1895/1900 im Stil der Neurenaissance mit leicht barockisierenden Tendenzen. Es handelt sich bei dem Anwesen Nr. 5 um einen dreigeschossigen, einseitig abgewalmten Sandsteinquaderbau mit Rotsandsteingliederung.